# Agressions sexuelles de masse en Égypte
Des agressions sexuelles de masse (pratiquées par des groupes d'hommes, en public, dans une foule, généralement à l'encontre de femmes), ont été documentées en Égypte depuis 2005.
Les forces de sécurité égyptiennes et certains de leurs agents, ont été accusés d'utiliser cette forme de violence contre les femmes en tant qu'arme contre des manifestantes lors d'une manifestation politique sur la place Tahrir, au Caire, le 25 mai 2005.
Ce comportement s'est répandu. En 2012, des agressions sexuelles perpétrées par des foules de jeunes hommes ont été perpétrées et documentées lors de manifestations, et lors de festivals en Égypte,.
Lors de ces agressions, les assaillants encerclaient une femme, tandis que des cercles extérieurs d'hommes dissuadaient les sauveteurs. Fréquemment, les agresseurs prétendaient être là pour aider les femmes, ajoutant ainsi à la confusion. Les femmes ont déclaré avoir été pelotées, déshabillées, battues, mordues, pénétrées avec les doigts et violées. Les attaques ont été décrites comme le « cercle de l'enfer » .
Certains commentateurs affirment que ces attaques reflètent une attitude globalement misogyne au sein de la société égyptienne, qui pénalise les femmes quittant la maison. On cherche ainsi à les terroriser dans la vie publique, estimant que la violence sexuelle sera source de honte pour la victime et non pour l'agresseur. De telles agressions sexuelles ont été utilisées comme arme contre des manifestantes en 2005 et à plusieurs reprises depuis juillet 2012.

## Contexte
Le harcèlement sexuel était un phénomène à peine évoqué en Égypte avant 2006. Le Centre égyptien pour les droits des femmes a tenté d'attirer l'attention sur ce sujet, mais la réponse du public a été qu'il s'agissait d'une idée américaine appliquée à tort à la société égyptienne.
Des agressions sexuelles de masse ont été documentées pour la première fois lors du référendum constitutionnel égyptien du 25 mai 2005, depuis connu sous le nom de « mercredi noir », quand des manifestantes ont été agressées sexuellement par un groupe d'agents provocateurs, des groupes d'hommes arrivés sur place à bord de bus, alors que la police regardait sans intervenir. 
Le sujet a à nouveau attiré l'attention quand, après la fête de l'Aïd al-Fitr le 24 octobre 2006, une foule de jeunes hommes qui s'étaient vu refuser l'entrée dans un cinéma du Caire se sont livrés à une agression sexuelle en masse durant cinq heures contre des femmes dans la rue Talaat Harb. Ici aussi, la police n'aurait rien fait pour stopper les aggresseurs, même si de nombreux passants ont tenté d'aider ces femmes. 
Ce type de violence s'est fait connaitre hors d'Égypte, en février 2011, quand Lara Logan (correspondante du réseau américain CBS), a été prise à partie et agressée sexuellement par des centaines d'hommes sur la place Tahrir, au Caire, alors qu'elle couvrait la révolution égyptienne de 2011
En 2012, selon le journal (semi-officiel) Al Akhbar, de telles attaques étaient devenues un « élément important » des fêtes religieuses en Égypte

## Description

### Attaques
Amnesty International a décrit une série d'attaques qui ont eu lieu le 25 janvier 2013 contre des manifestantes près de la place Tahrir. Les victimes de ces attaques ont déclaré qu'elles duraient généralement de quelques minutes à plus d'une heure et que les hommes étaient généralement âgés d'une vingtaine ou d'une trentaine d'années. Les victimes étaient quant à elles âgées de sept à 70 ans,,.
Décrivant les attaques de la place Tahrir, les femmes ont déclaré qu'elles étaient souvent séparées de leurs ami(e)s ou de leur mari par la foule, seules ou à plusieurs, et encerclées par un grand groupe d'hommes qui leur palpaient les seins, les organes génitaux et les fesses. Des tentatives ont été faites pour arracher ou couper leurs vêtements, et leurs corps ont été tirés dans différentes directions alors que les hommes les déplaçaient à travers la foule. Les femmes signalent régulièrement une pénétration digitale du vagin et de l'anus. Les agresseurs ont utilisé des bâtons, des barres de fer, des couteaux, dans plusieurs cas, des objets tranchants ont été insérés dans le vagin de la victime,,.
Une étudiante a décrit comment lors d'une manifestation sur la place Tahrir le 25 janvier 2013, un groupe d'hommes a formé un cercle autour d'elle :« La dernière chose que j'ai entendue était « ne t'inquiète pas », suivi de cris ;... Au début, ils ont essayé de m'arracher mon sac des mains ; J'ai alors senti des mains sur tout mon corps, déchirant mon pantalon et ma veste longue ; ils défaisaient ses clips ;... Ils ont baissé mon pantalon et mes sous-vêtements, mais n'ont pas pu les descendre complètement parce que je portais des bottes qu'ils n'arrivaient pas à enlever ;... J'ai senti des mains me toucher de toutes les directions et j'ai été déplacée, presque porté, à l'intérieur du cercle alors que les gens continuaient à dire : « ne vous inquiétez pas ». Ils disaient ça en me violant »... . Les agresseurs prétendent régulièrement aider les femmes alors qu'en réalité, ils les attaquent. Ceci augmente la difficulté pour les sauveteurs qui ne savent plus à qui faire confiance. Des femmes témoignent avoir entendu des agresseurs dire : « N'aie pas peur, je te protège » ou « Tu es comme ma sœur, n'aie pas peur »,. Les gens qui essaient sincèrement d'aider se retrouvent également battus et agressés sexuellement  « De nombreuses attaques visaient plus d'une femme à la fois. Un cas impliquait une attaque contre un groupe de six femmes » note Human Rights Watch,,.
Des groupes de bénévoles au Caire, dont OpAntiSH ( Opération anti-harcèlement sexuel ), organisent des "équipes d'extraction" qui pénètrent dans les cercles en portant des vêtements rembourrés, des casques et des gants et font sortir les femmes. D'autres équipes OpAntiSH transportent des vêtements de rechange et des fournitures médicales, disposent d'une ligne d'assistance téléphonique pour que les équipes d'extraction sachent où aller et proposent des conseils et une aide juridique et médicale. Ils ont été appelés sur 19 incidents pour la seule journée du 25 janvier 2013 et ont pu intervenir dans 15 d'entre eux. Dans un cas, de l'eau bouillante provenant d'un stand de thé a été jetée sur les sauveteurs qui avaient formé un anneau de protection autour d'une femme. Lors d'une attaque au Caire en 2013, les assaillants n'ont autorisé une ambulance à repartir avec la victime que lorsque le chauffeur leur a annoncé qu'elle était morte.

### Éléments d'explications

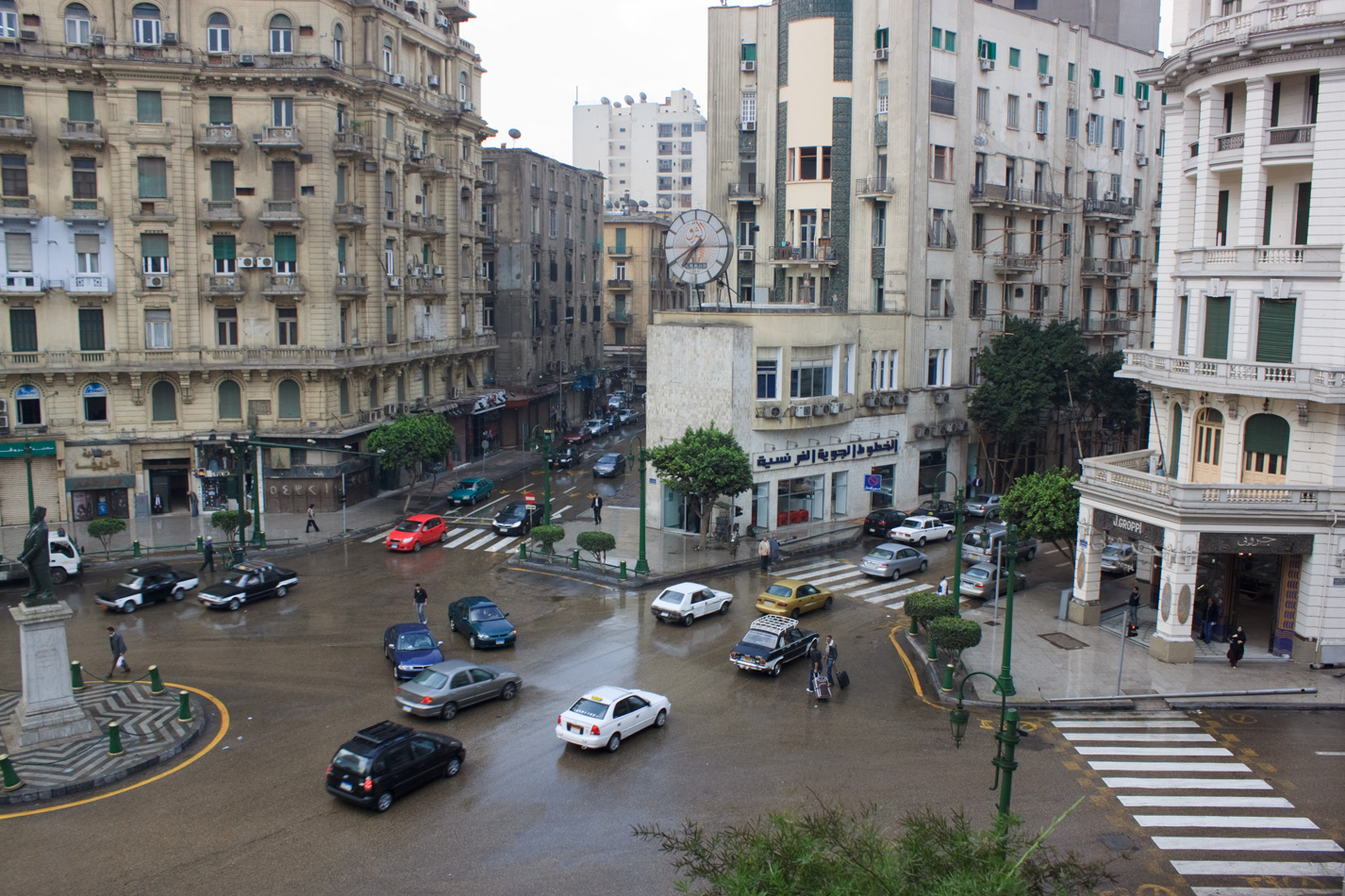
Rue Talaat Harb, au Caire, où une foule d'hommes s'est livrée à une attaque de cinq heures contre des femmes en octobre 2006.

Selon Mariz Tadros, de l' Institut d'études sur le développement, les agressions sexuelles « sociales » – c'est-à-dire non motivées par des actions de guerre ou politique – en Égypte ont plusieurs causes qui s'entremêlent, dont une recherche de plaisir, combinée à un désir de dominer les femmes, associé à un « sentiment perçu de privation sexuelle » (notamment, car le mariage peut être financièrement prohibitif)  La journaliste Shereen El Feki, auteur de Sex and the Citadel (2013), a écrit à propos du harcèlement sexuel en général ( taharrush jinsi ) ; elle a mis en cause le chômage important dans le pays, l'influence des réseaux sociaux, un « effondrement de la surveillance familiale » (par des parents surmenés)
Dans une enquête faite dans le pays, 60 pour cent des femmes égyptiennes les plus instruites ont blâmé les victimes (de harcèlement sexuel général) et les vêtements « provocateurs », et ce taux atteignait 75 pour cent chez les femmes les moins instruites
Dans une autre enquête, conduite pour l'ONU en 2013, 75,7 % des femmes ayant été harcelées sexuellement ont déclaré que cela s'était produit alors qu'elles portaient des vêtements conservateurs et aucun maquillage. Interrogées sur ce qui aurait pu motiver leurs agresseurs, elles ont pour 97,2% d'entre elles cité « les programmes pornographiques étrangers » (97,2 %), « le non-respect des principes religieux » (95,5 %) et « le non-respect des filles, en lien avec des valeurs religieuses liées à l'apparence » (94,3 %). Les hommes interrogés ont, eux, cité « le port de vêtements proche du corps» (96,3 %) et l'idée que selon eux, les femmes « ne se conforment pas à l'éthique religieuse en ce qui concerne leur apparence » (97,5 %).
Pour Nehad Abu Komsan (directrice du Centre égyptien pour les droits des femmes), ce type de harcèlement sexuel est un symptôme de l'oppression politique et économique du pays, et du fait que les hommes « s'en prennent à ceux qui sont les prochains dans le patriarcat ».  Hussein el Shafie d'OpAntiSH juge que ces attaques sont comme une « bombe lacrymogène » visant à ce que les femmes sortent de l'espace public de la rue, une action non pas à caractère sexuel mais découlant d'un sentiment de droit.  Selon un article de 2013 de Nazra (dans) Feminist Studies : « [Une] attitude générale de droit sexuel prévaut (...) la croyance selon laquelle les corps des femmes présentes dans le contexte des manifestations sont des territoires sûrs pour les agressions sexuelles sous-tend presque tous les témoignages. Avec des témoignages qui parlent de centaines de mains violant constamment des femmes, et de centaines d'autres observant les attaques brutales, certains agissant en souriant ; il devient clair que nous sommes confrontés à un défi immense, à savoir un État et une société qui ont intériorisé la violence sexuelle contre les femmes comme si elle était légale dans le pays » .

### Prévalence

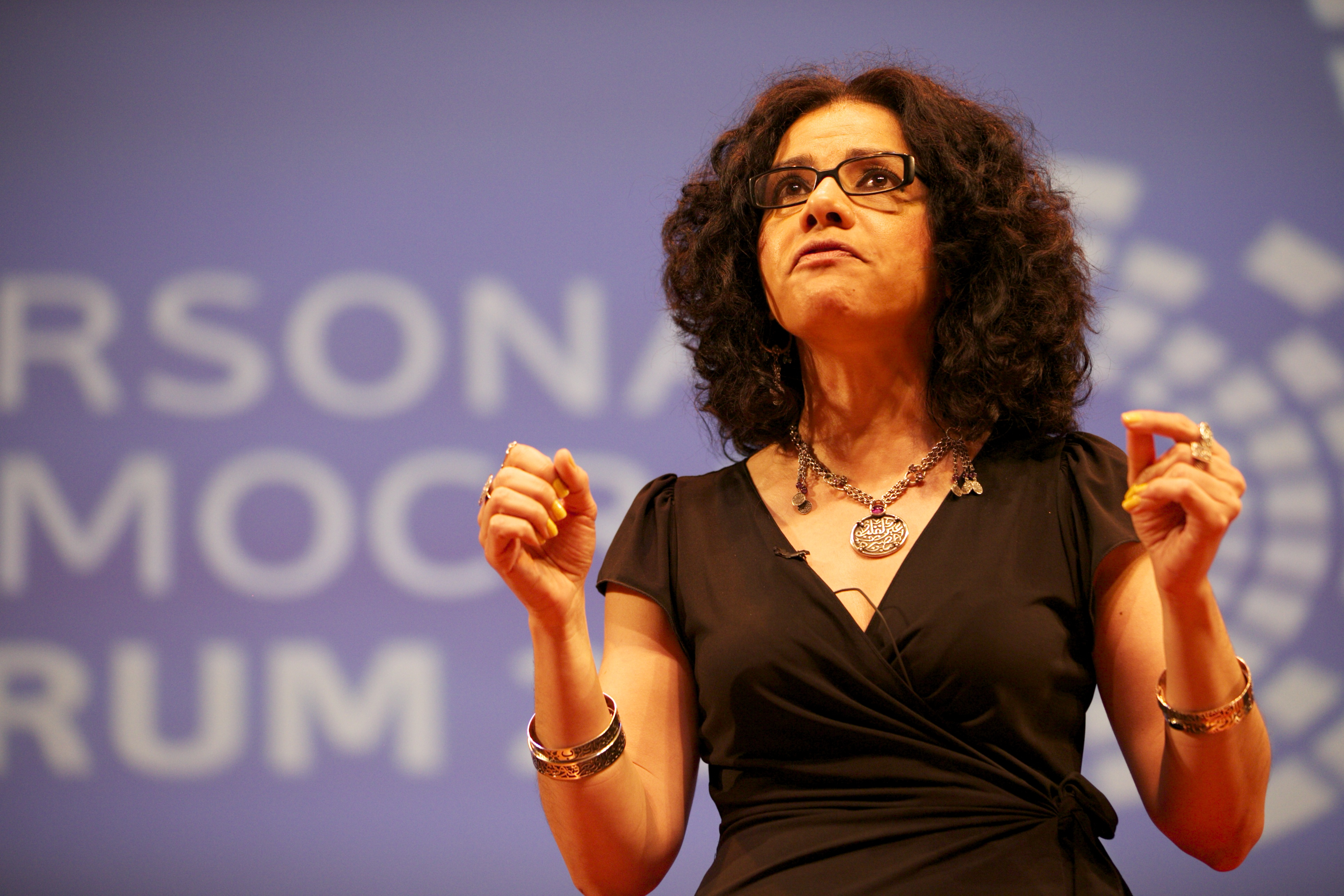
La journaliste égyptienne Mona Eltahawy, agressée au Caire en novembre 2011.

Selon une enquête réalisée en 2008 par le Centre égyptien pour les droits des femmes, 83 % des femmes égyptiennes ont déclaré avoir été victimes de harcèlement sexuel, tout comme 98 % des femmes étrangères pendant leur séjour en Égypte. . Une étude réalisée en Égypte en 2013 par ONU Femmes a révélé que 99,3 % des femmes interrogées ont déclaré avoir été harcelées sexuellement.
La première peine de prison en Égypte pour harcèlement sexuel a été prononcée en 2008, après qu'un homme ait agressé une femme dans la rue depuis sa voiture. À la suite de cela, deux films – Shéhérazade, Raconte-moi une histoire (Yousry Nasrallah, 2009) et 678 (film) (Muhammad Diyab, 2010) – a porté la question des agressions sexuelles au cinéma.
Les agressions sexuelles massives se multiplient depuis la chute d'Hosni Moubarak (11 février 2011) et la fin de la révolution de 2011, notamment lors des manifestations de la place Tahrir et des fêtes religieuses,.
Selon Serena Hollmeyer Taylor et d'autres chercheurs de la Fletcher School of Law and Diplomacy, durant la révolution, il y a eu une baisse des plaintes pour harcèlement. Citant HARASSmap, qui propose un service de cartographie interactif auquel le harcèlement peut être signalé, ces chercheurs écrivent que 82 signalements de harcèlement sexuel ont été reçus entre le 7 et le 25 janvier 2011. Cela contraste avec les huit reçus entre le 25 janvier, jour des premières manifestations, et le 11 février, date de la démission de Moubarak . Taylor et coll. appellent cela le « moment liminaire » de l'Égypte, suivant l'idée de l'anthropologue Victor Turner selon laquelle, lors de bouleversements politiques, les gens sont libérés de leur « scénario culturel ». Pendant ces 18 jours, leur a expliqué un manifestant, les hommes ont mis de côté leurs différences avec les femmes et tout le monde était simplement égyptien.
Après la chute de Moubarak, il y a eu une escalade rapide, à commencer par les attaques, la nuit de sa démission, contre la journaliste égyptienne Mona Eltahawy et la journaliste sud-africaine Lara Logan. Logan, correspondant de CBS, a été agressé sexuellement pendant 30 minutes par environ 200 hommes sur la place Tahrir avant d'être secouru par un groupe de femmes et de soldats égyptiens. Plusieurs autres journalistes figuraient parmi les centaines de femmes qui ont subi des agressions sexuelles massives au cours des années suivantes : la journaliste française Caroline Sinz en novembre 2011 ; la journaliste britannique Natasha Smith en juin 2012 ; la journaliste égyptienne Hania Moheeb, le 25 janvier 2013, avec 18 autres femmes ; et une journaliste néerlandaise en juin 2013.
Cinq cents cas d'agressions sexuelles commises par des groupes ont été documentés entre juin 2012 et juin 2014 .Un groupe anti-harcèlement ("I Saw Harassment"), a signalé quatre cas rien que le 8 juin 2014, lors des célébrations inaugurales du président Abdel Fattah el-Sisi, tandis que l'Opération anti-harcèlement sexuel en signalait dix. Le New York Times a écrit à propos des célébrations : « Parfois, même pour la chaîne de télévision officielle, il était difficile de cacher la prévalence des violences sexuelles dans la foule. Des cris féminins ont interrompu la diffusion d'un poète nationaliste récitant depuis une scène ;... Lorsque les cris se sont intensifiés, un autre homme s'est emparé du micro en criant : « Jeunes hommes, s'il vous plaît, éloignez-vous des filles ! Hommes, jeunes hommes, revenez ! ».

### Preuves filmées
À partir de 2011, des images de femmes agressées ont commencé à apparaître régulièrement sur les réseaux sociaux, notamment celle d'une femme à Alexandrie en 2011, traînée par terre et hissée sur les épaules d'hommes.
La vidéo La Fille au soutien-gorge bleu ( Sit al Banat ) de décembre 2011 montrait une femme partiellement couverte par une abaya battue, piétinée et traînée par les militaires sur la place Tahrir. Un homme est également attaqué au cours de la même vidéo. Des milliers de femmes sont descendues dans la rue pour protester.
Une vidéo prise le 8 juin 2014, également sur la place Tahrir, montrait une femme nue se faisant agresser sexuellement lors des célébrations d'investiture du président Abdel Fattah el-Sissi,. Un bénévole de I Saw Harassment a déclaré que des centaines de personnes s'agrippaient à la femme et qu'il avait fallu 20 minutes à la police pour la faire sortir de la foule. Sept hommes âgés de 15 à 49 ans ont été arrêtés. Après que le président ait rendu visite à la femme hospitalisée, le gouvernement égyptien a demandé à YouTube de supprimer la vidéo ; un porte-parole a déclaré que la demande provenait de la femme,. YouTube a réagi en supprimant les copies dans lesquelles la victime pouvait être identifiée.

## Contre-mouvement

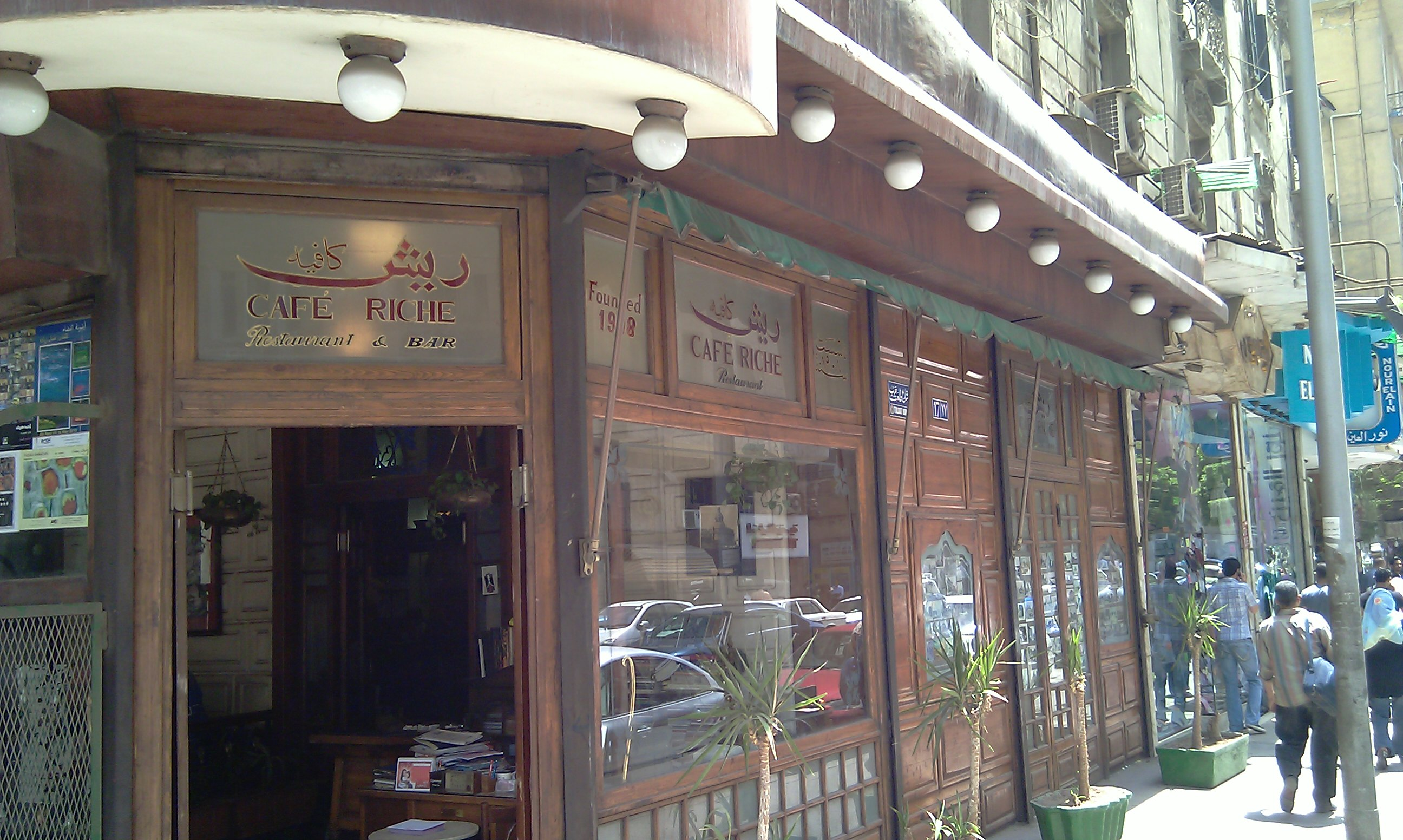
Café Riche, au Caire, lieu de rencontre en janvier 2013 pour les femmes qui ont décidé de dénoncer les agressions sexuelles

La période a vu se développer un contre-mouvement d'ONG et de groupes de femmes,. Après le nombre particulièrement élevé d'agressions du 25 janvier 2013, des femmes se sont réunies ce soir-là au Café Riche, rue Talaat Harb, près de la place Tahrir, et ont décidé de commencer à raconter leurs histoires. Le journaliste et animateur Lamis Elhadidy a consacré une émission entière aux agressions et s'est excusé de ne pas les avoir couvertes plus tôt . L'un des mouvements de bénévoles, qui lutte contre al-taharruch al-ginsy (parfois traduit comme « harcèlement sexuel ») dans l’espace public en Égypte s'est basé sur la sensibilisation des hommes par un dialogue et l’intervention directe non-violente contre « toute parole ou action de nature sexuelle, dirigée vers une personne visant à lui faire sentir qu'elle n’est pas la bienvenue, et/ou violant psychologiquement ou physiquement son intimité ou lui donnant un sentiment d’irrespect, de traumatisme, d’offense, de peur ou d’exploitation. ». Ce collectif cherche à changer les représentations des relations entre les genres chez les autres hommes.
Une première tentative de modification de la loi, soutenue par Amr Hamzawy, a échoué. Le parti au pouvoir a soutenu que les femmes participant aux rassemblements étaient personnellement responsables de ces incidents .
En mars 2013, les Frères musulmans se sont opposés à la Déclaration des Nations Unies sur l'élimination de la violence à l'égard des femmes, arguant qu'elle conduirait à la « désintégration de la société »,. La loi a finalement été modifiée après qu'une étudiante en droit de la Faculté de droit de l'Université du Caire a été agressée sexuellement par un grand groupe d'hommes, sur le campus, en mars 2014 jusqu'à ce qu'elle ait pu être escortée en lieu sûr par des gardes de sécurité.